# Amphoe Lahan Sai
Lahan Sai (thaï : ละหานทราย) est un amphoe de la province de Buriram.